# Велика награда Аустрије 2022.
Велика награда Аустрије 2022. (званично позната као  ) је била трка Формуле 1 одржана 10. јула 2022. на Ред бул рингу у Шпилбергу, Аустрија. Био је то други викенд за Велику награду у сезони 2022. који је користио Формула 1 спринт формат.
Макс Верстапен се квалификовао на пол позицији и задржао прво место на табели победом у спринт трци. Шарл Леклер је победио у главној трци упркос касним проблемима са својим аутомобилом, поново преузевши друго место на табели од Серхија Переза. Верстапен је завршио други, а Луис Хамилтон трећи.

## Позадина
Догађај је одржан током викенда од 8. до 10. јула. Била је то једанаеста рунда светског шампионата Формуле 1 2022. и 35. издање Велике награде Аустрије у сезони Светског шампионата.

### Шампионати пре трке
Макс Верстапен је предводио шампионат возача за 34 поена испред сувозача Серхија Переза, док је Шарл Леклер био трећи, са још 9 поена заостатка. Ред бул је предводио конструкторски шампионат за 63 поена испред Ферарија и 124 испред Мерцедеса.

### Учесници
Возачи и тимови су били исти као на листи за пријаву сезоне без додатних резервних возача за трку.

### Избор гума
Добављач гума Пирели донео је смеше за гуме Ц3, Ц4 и Ц5 (означене као тврде, средње и меке) како би тимови могли да користе на догађају.

### Оптужбе о узнемиравању навијача
Током догађаја, неки гледаоци су оптужили друге навијаче за узнемиравање. Тимови и возачи Формуле 1 осудили су такво понашање доживотном забраном учешћа на тркама Формуле 1 у будућности која се сматра могућом казном за преступнике. Извештај о узнемиравању наишао је на осуду многих возача, укључујући Луиса Хамилтона, Себастијана Фетела и Макса Верстапена. Хамилтон је злостављање назвао "одвратним", док је Верстапен рекао да је узнемиравање "шокантно" и да се никада не би смело догодити. С друге стране, Фетел је позвао Формулу 1 да доживотно забрани присуствовање навијачима који су оптужени за узнемиравање.

## Тренинг
Одржана су два тренинга, сваки је трајао један сат. Први тренинг одржан је 8. јула 2022. у 13:30 по локалном времену (УТЦ+02:00). Други тренинг је одржан 9. јула у 12:30 по локалном времену.

## Квалификације
Квалификације су одржане 8. јула.
У првом делу квалификација (К1) елиминисано је пет доњих возача из остатка сесије. Себастијан Фетелу је избрисано време последњег круга, па је са 17. пао на 20. место. Елиминисани су Данијел Рикардо, Ланс Строл, Џоу Гуанју, Николас Латифи и Фетел.
У другом делу квалификација (К2) елиминисано је пет доњих возача из остатка сесије. Ландо Норис је ишао широко у сваком покушају и није поставио важеће време. Касније је објаснио да његов аутомобил има проблема са кочницама. Елиминисани су Пјер Гасли, Валтери Ботас, Александер Албон, Јуки Цунода и Норис. Серхио Перез је ишао широко у свом последњем кругу и ФИА му је избрисала време круга након сесије (за разлику од током сесије, као што је била пракса за друга брисања времена, пошто нису успели да потврде своја очитавања све док К3 није већ почео). Упркос постављању времена у К3, враћен је на своје најбоље дозвољено време круга у К2, чиме је пао на 13. место
Трећи део квалификација (К3) био је надметање десет болида за пол позицију. Луис Хамилтон се окренуо у брзом кругу, одскочио преко шљунка и ударио у баријеру. Црвена заставица је махала, а тајмер сесије је паузиран док је Хамилтонов ауто био пуштен. Када је сесија поново почела, други Мерцедес Џорџа Расела се окренуо у 10. кривини и ударио у преграду, изазвавши још једну црвену заставу. Макс Верстапен се квалификовао први, Шарл Леклер други, а Карлос Саинз трећи. Перез се у почетку квалификовао као четврти, али након што су му времена у кругу избрисана, Расел је промовисан на четврто, а Естебан Окон на пето. То је такође значило да је упркос елиминацији у К2, Пјер Гасли унапређен на десето место.

### Пост-квалификација
После квалификационе сесије менаџер Макларен тима Андреас Зајдл признао је да његов тим није урадио добар посао у квалификацијама након што су и Ландо Норис и Данијел Рикардо имали проблеме са поузданошћу у квалификацијама. Зајдл је такође навео да тим мора да сноси део кривице за Рикардове потешкоће у укупној досадашњој сезони. Мерцедесов шеф Тото Волф био је незадовољан када су неки навијачи славили судар Луиса Хамилтона и рекао је да спорт треба да "образује" навијаче како да се понашају у таквим околностима. Хамилтон је рекао да нема одговор за оно што је могло да изазове његов пад у К3 и верује да је могућ пласман у прва три у квалификацијама. Шарл Леклер је после сесије изјавио да је само желео "чисту трку" након тешког низа резултата у претходним тркама. Кристијан Хорнер је сматрао да је казна Серхија Переза у погледу ограничења стазе била „веома оштра,“ док је Макс Верстапен признао да је био на ивици са ограничењима стазе у свом кругу.

### Квалификациона класификација
| Поз.   | Бр. | Возач            | Конструктор  | Квалификациона времена | Квалификациона времена | Квалификациона времена | Спринт позиција |
| Поз.   | Бр. | Возач            | Конструктор  | К1                     | К2                     | К3                     | Спринт позиција |
| ------ | --- | ---------------- | ------------ | ---------------------- | ---------------------- | ---------------------- | --------------- |
| 1      | 1   | Макс Верстапен   | Ред бул      | 1:05,852               | 1:05,374               | 1:04,984               | 1               |
| 2      | 16  | Шарл Леклер      | Ферари       | 1:05,419               | 1:05,287               | 1:05,013               | 2               |
| 3      | 55  | Карлос Саинз     | Ферари       | 1:05,660               | 1:05,576               | 1:05,066               | 3               |
| 4      | 63  | Џорџ Расел       | Мерцедес     | 1:06,235               | 1:05,697               | 1:05,431               | 4               |
| 5      | 31  | Естебан Окон     | Алпин        | 1:06,468               | 1:05,993               | 1:05,726               | 5               |
| 6      | 20  | Кевин Магнусен   | Хас          | 1:06,366               | 1:05,894               | 1:05,879               | 6               |
| 7      | 47  | Мик Шумахер      | Хас          | 1:06,405               | 1:06,151               | 1:06,011               | 7               |
| 8      | 14  | Фернандо Алонсо  | Алпин        | 1:06,016               | 1:06,082               | 1:06,103               | 8               |
| 9      | 44  | Луис Хамилтон    | Мерцедес     | 1:06,079               | 1:05,475               | 1:13,151               | 9               |
| 10     | 10  | Пјер Гасли       | Алфа Таури   | 1:06,589               | 1:06,160               | Н/Д                    | 10              |
| 11     | 23  | Александер Албон | Вилијамс     | 1:06,516               | 1:06,230               | Н/Д                    | 11              |
| 12     | 77  | Валтери Ботас    | Алфа Ромео   | 1:06,442               | 1:06,319               | Н/Д                    | 12              |
| 13     | 11  | Серхио Перез     | Ред бул      | 1:06,143               | 1:06,458               | Без времена            | 131             |
| 14     | 22  | Јуки Цунода      | Алфа Таури   | 1:06,463               | 1:06,851               | Н/Д                    | 14              |
| 15     | 4   | Ландо Норис      | Макларен     | 1:06,330               | 1:25,847               | Н/Д                    | 15              |
| 16     | 3   | Данијел Рикардо  | Макларен     | 1:06,613               | Н/Д                    | Н/Д                    | 16              |
| 17     | 18  | Ланс Строл       | Астон Мартин | 1:06,847               | Н/Д                    | Н/Д                    | 17              |
| 18     | 24  | Џоу Гуанју       | Алфа Ромео   | 1:06,901               | Н/Д                    | Н/Д                    | 18              |
| 19     | 6   | Николас Латифи   | Вилијамс     | 1:07,003               | Н/Д                    | Н/Д                    | 19              |
| 20     | 5   | Себастијан Фетел | Астон Мартин | 1:07,083               | Н/Д                    | Н/Д                    | 20              |
| Извор: |     |                  |              |                        |                        |                        |                 |

Напомена
- ^1  – Серхио Перез је првобитно напредовао у К3 и квалификовао се као четврти, али његово најбрже време у К2 кругу и сва времена круга у К3 су избрисани због прекорачења ограничења стазе током К2.[10]

## Спринт
Спринт је одржан 9. јула и трајао је 23 круга, скраћен је за један круг због прекинуте стартне процедуре због заустављеног аутомобила.

### Формацијски круг
Фернандо Алонсо је остављен на старту са грејачима гума пре формацијског круга. Пребачен је назад у бокс, али због проблема са струјом није кренуо. Џоу Гуанју је имао проблем са мотором на крају формацијског круга, што је значило да је био потребан још један круг за формирање да би се Џоуов аутомобил померио. Успео је да рестартује свој аутомобил, завршио је други круг формације и морао је да крене из пит лејна. Мик Шумахер, Данијел Рикардо, Џорџ Расел, Естебан Окон, Серхио Перез, Лaнс Строл и Себастијан Фетел позвани су код судија после спринта након што су радио поруке у формацијском кругу наводно прекршиле пропис да „возачи морају возити ауто сам и без помоћи“. Сви возачи су очишћени јер се сматрало да су поруке дозвољене.

### Извештај о спринту
Макс Верстапен је задржао вођство после прве кривине. Карлос Саинз је претекао свог сувозача из Ферарија, Шарла Леклера у првој кривини, а затим је покушао да претекне Верстапена у трећој, где је Саинз отишао широко. Даље уназад, Луис Хамилтон је ступио у контакт са Пјером Гаслијем у првој кривини, због тога се Гасли окренуо. Оба аутомобила су наставила даље. Леклер је поново претекао Саинза на другом месту, али није успео да ухвати Верстапена до краја трке.
Ландо Норис је покушао да претекне Александер Албона у трећој кривини, где га је Албон избацио са стазе, због чега је ФИА казнила Албона са пет секунди. Албон је касније био умешан у инцидент са Себастијаном Фетелом, у којем је Фетел завршио у шљунку. Изашао је уназад са шљунка и наставио даље, али се повукао у 21. кругу због судара.
Верстапен је победио у трци, а Леклер и Саинз су били други и трећи. Џорџ Расел је био четврти, а Серхио Перез пети. Естебан Окон је завршио шести, а Кевин Магнусен седми. Хамилтон је претекао Мик Шумахера два круга пре краја и освојио осмо место, пошто је Шумахер завршио девети. Валтери Ботас је завршио десети.

### Спринт класификација
| Поз.                                                   | Бр. | Возач            | Конструктор  | Кругови1 | Време/Разлика   | Место | Поени | Коначно место |
| ------------------------------------------------------ | --- | ---------------- | ------------ | -------- | --------------- | ----- | ----- | ------------- |
| 1                                                      | 1   | Макс Верстапен   | Ред бул      | 23       | 26:30,059       | 1     | 8     | 1             |
| 2                                                      | 16  | Шарл Леклер      | Ферари       | 23       | +1,675          | 2     | 7     | 2             |
| 3                                                      | 55  | Карлос Саинз     | Ферари       | 23       | +5,644          | 3     | 6     | 3             |
| 4                                                      | 63  | Џорџ Расел       | Мерцедес     | 23       | +13,429         | 4     | 5     | 4             |
| 5                                                      | 11  | Серхио Перез     | Ред бул      | 23       | +18,302         | 13    | 4     | 5             |
| 6                                                      | 31  | Естебан Окон     | Алпин        | 23       | +31,032         | 5     | 3     | 6             |
| 7                                                      | 20  | Кевин Магнусен   | Хас          | 23       | +34,539         | 6     | 2     | 7             |
| 8                                                      | 44  | Луис Хамилтон    | Мерцедес     | 23       | +35,447         | 9     | 1     | 8             |
| 9                                                      | 47  | Мик Шумахер      | Хас          | 23       | +37,163         | 7     |       | 9             |
| 10                                                     | 77  | Валтери Ботас    | Алфа Ромео   | 23       | +37,557         | 12    |       | ПЛ2           |
| 11                                                     | 4   | Ландо Норис      | Макларен     | 23       | +38,580         | 15    |       | 10            |
| 12                                                     | 3   | Данијел Рикардо  | Макларен     | 23       | +39,738         | 16    |       | 11            |
| 13                                                     | 18  | Ланс Строл       | Астон Мартин | 23       | +48,241         | 17    |       | 12            |
| 14                                                     | 24  | Џоу Гуанју       | Алфа Ромео   | 23       | +50,753         | ПЛ3   |       | 13            |
| 15                                                     | 10  | Пјер Гасли       | Алфа Таури   | 23       | +52,125         | 10    |       | 14            |
| 16                                                     | 23  | Александер Албон | Вилијамс     | 23       | +52,4124        | 11    |       | 15            |
| 17                                                     | 22  | Јуки Цунода      | Алфа Таури   | 23       | +54,556         | 14    |       | 16            |
| 18                                                     | 6   | Николас Латифи   | Вилијамс     | 23       | +1:08,694       | 19    |       | 17            |
| 195                                                    | 5   | Себастијан Фетел | Астон Мартин | 21       | Штета од судара | 20    |       | 18            |
| НК                                                     | 14  | Фернандо Алонсо  | Алпин        | 0        | Електроника     | —6    |       | 196           |
| Најбржи круг: Шарл Леклер (Ферари) – 1:08,321 (круг 4) |     |                  |              |          |                 |       |       |               |
| Извор:                                                 |     |                  |              |          |                 |       |       |               |

Напомена
- ^1  – Спринт дистанца је била предвиђена да буде 24 круга пре него што је скраћена за један круг због прекинуте стартне процедуре.[28]
- ^2  – Валтери Ботас је морао да почне трку из последњег реда због прекорачења своје квоте елемената агрегата.[30] Добио је казну од десет места због прекорачења своје квоте елемената агрегата. Казна није утицала јер је већ требало да почне из последњег реда. Касније је морао да почне трку из пит лејна због новог склопа задњег крила.[31]
- ^3  – Џоу Гуанју се квалификовао као 18. али је због техничког проблема почео спринт из бокса. Његово место на старту је остало упражњено.[28]
- ^4  – Александер Албон је завршио 13. али је добио казну од пет секунди јер је избацио Ланда Нориса са стазе.[28]
- ^5  – Себастијан Фетел је био класификован пошто је прешао више од 90% спринтерске дистанце.[28]
- ^6  – Фернандо Алонсо није започео спринт због проблема са струјом. Његово место на старту је остало упражњено.[28] Касније је морао да почне трку из задњег реда јер је премашио своју квоту елемената агрегата. Казна није утицала јер је већ требало да почне из задњег реда.[31]

## Трка
Трка је одржана 10. јула и трајала је 71 круг. Макс Верстапен је задржао позицију у првој кривини, као и Шарл Леклер. Џорџ Расел је изгурао Карлоса Саинза у првој кривини са стазе, али се вратио испред Расела пре трећег скретања. Серхио Перез је затим покушао да заобиђе Расела ван треће кривине. Њих двојица су отишли један поред другог у четврти завој, где је Раселова предња лева гума додирнула Перезов задњи десни пнеуматик, пославши Переза у шљунак. Перез је изгубио позиције, морао је да изађе и касније се повукао као резултат штете. Судије су сматрали да је Расел био крив и дали су му казну од пет секунди. Он је у боксу одслужио казну и променио крило, што га је оставило на 19. месту, само испред Переза.
Леклер је држао корак са Верстапеном и уз асистенцију ДРС-а, претекао је Верстапена за вођство у 12. кругу. Верстапен је питовао круг касније. Леклер је чекао до 27. круга пре него што је отишао у бокс, изашавши иза Верстапена. До 33. круга, Леклер га је сустигао и поново претекао Верстапена. Верстапен је тада отишао у бокс у 37. кругу, али је Леклер чекао до 49. круга пре него што је отишао у бокс. Као и раније, Леклер је сустигао и претекао Верстапена до 53. круга. Саинз, који је био на сличној стратегији као Леклер, био је у ДРС-у Верстапена. Пре него што је Саинз извршио напад на Верстапену, Саинзова погонска јединица је отказала и он је био приморан да се повуче у 57. кругу. Виртуелни безбедносни аутомобил је био изазван и Леклер и Верстапен су прешли на нове средње гуме са којима су возили до краја.
Упркос томе што се Леклер борио са проблемима са својим аутомобилом, издржао је и победио Верстапена у трци. То је била прва Леклерова победа без старта на полу. Верстапен је био други и освојио додатни бод за најбржи круг. Трећи је био Луис Хамилтон, а његов сувозач из Мерцедеса Расел био је четврти испред Естебана Окона и Мика Шумахера, који је поправио свој највиши циљ у Формули 1. Ландо Норис је био седми, Кевин Магнусен осми, а Данијел Рикардо девети. Фернандо Алонсо је завршио десети, након што је у последњем кругу претекао Валтерија Ботаса. Током трке, Пјер Гасли, Ландо Норис и Џоу Гуанју добили су пет секунди казне због ограничење стазе. Гасли је добио још једну казну од пет секунди након што је ступио у контакт са Себастијаном Фетелом у кривини четири.

### Тркачка класификација
| Поз.                                                        | Бр. | Возач            | Конструктор  | Кругови | Време/Разлика   | Место | Поени |
| ----------------------------------------------------------- | --- | ---------------- | ------------ | ------- | --------------- | ----- | ----- |
| 1                                                           | 16  | Шарл Леклер      | Ферари       | 71      | 1:24:24,312     | 2     | 25    |
| 2                                                           | 1   | Макс Верстапен   | Ред бул      | 71      | +1,532          | 1     | 191   |
| 3                                                           | 44  | Луис Хамилтон    | Мерцедес     | 71      | +41,217         | 8     | 15    |
| 4                                                           | 63  | Џорџ Расел       | Мерцедес     | 71      | +58,972         | 4     | 12    |
| 5                                                           | 31  | Естебан Окон     | Алпин        | 71      | +1:08,436       | 6     | 10    |
| 6                                                           | 47  | Мик Шумахер      | Хас          | 70      | +1 круг         | 9     | 8     |
| 7                                                           | 4   | Ландо Норис      | Макларен     | 70      | +1 круг         | 10    | 6     |
| 8                                                           | 20  | Кевин Магнусен   | Хас          | 70      | +1 круг         | 7     | 4     |
| 9                                                           | 3   | Данијел Рикардо  | Макларен     | 70      | +1 круг         | 11    | 2     |
| 10                                                          | 14  | Фернандо Алонсо  | Алпин        | 70      | +1 круг         | 19    | 1     |
| 11                                                          | 77  | Валтери Ботас    | Алфа Ромео   | 70      | +1 круг         | ПЛ    |       |
| 12                                                          | 23  | Александер Албон | Вилијамс     | 70      | +1 круг         | 15    |       |
| 13                                                          | 18  | Ланс Строл       | Астон Мартин | 70      | +1 круг         | 12    |       |
| 14                                                          | 24  | Џоу Гуанју       | Алфа Ромео   | 70      | +1 круг         | 13    |       |
| 15                                                          | 10  | Пјер Гасли       | Алфа Таури   | 70      | +1 круг2        | 14    |       |
| 16                                                          | 22  | Јуки Цунода      | Алфа Таури   | 70      | +1 круг         | 16    |       |
| 17                                                          | 5   | Себастијан Фетел | Астон Мартин | 70      | +1 круг3        | 18    |       |
| Оду                                                         | 55  | Карлос Саинз     | Ферари       | 56      | Агрегат         | 3     |       |
| Оду                                                         | 6   | Николас Латифи   | Вилијамс     | 48      | Подница         | 17    |       |
| Оду                                                         | 11  | Серхио Перез     | Ред бул      | 24      | Штета од судара | 5     |       |
| Најбржи круг: Макс Верстапен (Ред бул) – 1:07,275 (круг 62) |     |                  |              |         |                 |       |       |
| Извор:                                                      |     |                  |              |         |                 |       |       |

Напомена
- ^1  – Укључује један бод за најбржи круг.[32]
- ^2  – Пјер Гасли добио је казну од пет секунди због изазивања судара са Себастијаном Фетелом. На његову коначну позицију казна није утицала.[34]
- ^3  – Себастијан Фетел је завршио 16. али је добио казну од пет секунди због прекорачења ограничења стазе.[34]

## Поредак шампионата после трке
|   | Поз. | Возач          | Поени |
| - | ---- | -------------- | ----- |
|   | 1    | Макс Верстапен | 208   |
| 1 | 2    | Шарл Леклер    | 170   |
| 1 | 3    | Серхио Перез   | 151   |
|   | 4    | Карлос Саинз   | 133   |
|   | 5    | Џорџ Расел     | 128   |

|  | Поз. | Конструктор | Поени |
|  | ---- | ----------- | ----- |
|  | 1    | Ред бул     | 359   |
|  | 2    | Ферари      | 303   |
|  | 3    | Мерцедес    | 237   |
|  | 4    | Макларен    | 81    |
|  | 5    | Алпин       | 81    |

- Напомена: Само првих пет позиција су приказане на табели.